# Plethodon hubrichti
Plethodon hubrichti (tên tiếng Anh: Peaks of Otter salamander) là một loài kỳ giông trong họ Plethodontidae.